# جامعة الدفاع الوطني (السعودية)
جامعة الدفاع الوطني (كلية القيادة والأركان للقوات المسلحة سابقاً) جامعة تابعة لوزارة الدفاع السعودية. تأسست بمسمى «معهد الضباط العظام» في عام 1378هـ / 1958م، ودشنها وزير الدفاع السعودي الأمير خالد بن سلمان بن عبد العزيز آل سعود باسمها الجديد «جامعة الدفاع الوطني» في 4 يونيو 2024م / 27 ذو القعدة 1445هـ.

## التاريخ
- تأسست بمسمى «معهد الضباط العظام» في عام 1378هـ/ 1958م بهدف تأهيل وتعليم ضباط الجيش السعودي على واجبات ومسؤوليات القيادة والأركان.[4]
- في عام 1383هـ تغير اسمها إلى «معهد الضباط الأقدمين».
- في عام 1388هـ صدر أمر ملكي بالموافقة على تحويل «معهد الضباط الأقدمين» إلى «كلية القيادة والأركان السعودية» واعتماد نظام لها.
- في نهاية عام 1388هـ تخرجت الدفعة الأولى برعاية الملك فيصل بن عبد العزيز آل سعود.
- في عام 1405هـ غُيّر مسمى «كلية القيادة والأركان السعودية» إلى «كلية القيادة والأركان للقوات المسلحة» ، ونقل مقرها من وسط مدينة الرياض إلى بلدة العيينة.
- في 4 يونيو 2024م / 27 ذو القعدة 1445هـ دشن وزير الدفاع الأمير خالد بن سلمان آل سعود جامعة الدفاع الوطني.[5][6]

## الهدف
- تحقيق التميز الأكاديمي والمهني.
- تخريج محترفين في مجال الأمن الوطني.
- إجراء البحوث العلمية في مجالات الدفاع والأمن.
- تخريج صانعي قرار في المستويين النقدي والإستراتيجي.
- تنظيم الفعاليات في مجال الأمن الوطني.[7][8]

## مكوناتها
- وكالة الجامعة للخدمات التنفيذية.
- وكالة الجامعة للشؤون الأكاديمية.
- كلية الحرب.
- مركز تطوير القادة.
- كلية القيادة والأركان المشتركة.
- مركز الدراسات الإستراتيجية.[9][10]